# Колонея (фема)
Фема Колонея (греч. θέμα Κολωνείας) — военно-административная единица Византийской империи, расположенная на территории Северной Каппадокии и Южного Понта (современная Турция). Была образована приблизительно в середине IX века и существовала до её завоевания турками-сельджуками вскоре после битвы при Манцикерте в 1071 году.

## История
Первоначально часть фемы Армениакон, фема Колонея была сформирована вокруг города Колонея на реке Ликос (современный Шебинкарахисар). Впервые фема была упомянута в 863 году, но, по-видимому, она существовала как отдельный район ранее: Николас Ойкономид, интерпретируя сообщение арабского географа Аль-Масуди, выяснил, что она первоначально являлась клисурой (укреплённая пограничная линия). Кроме того, «Житие 42 аморийских мучеников» рассказывает, что император Феофил назначил некоего спафария Каллиста дуксом Колонеи около 842 года, что даёт возможную приблизительную дату создания фемы (наряду с соседней фемой Халдия).
Отдалённое местоположение Колонеи сохранило её от губительных арабских набегов, за исключением рейда Сайфа аль-Даула в 939/940 году. В 1057 году местный полк под начальством Катакалона Кекавмена поддержал восстания Исаака Комнина, ставшего императором. В 1069 году фема была оккупирована восставшими норманнами-наёмниками Роберта Криспина. Регион был завоёван турками-сельджуками вскоре после битвы при Манцикерте в 1071 году.

### Местоположение
В своём сочинении «Об управлении империей» император Константин VII Багрянородный описывает фему как небольшой округ, включающий, помимо Колонеи, Неокесарию на востоке, Арабараку, гору Фалакр, Никополь и Тефрику. Она также включает в себя шестнадцать неназванных крепостей. Константин VII Багрянородный также пишет, что его отец, Лев VI Мудрый, отделил турму Камахи от Колонеи, чтобы сформировать новую фему Месопотамия.